# T-Pistonz+KMC
 (septembre 2023).
Si vous disposez d'ouvrages ou d'articles de référence ou si vous connaissez des sites web de qualité traitant du thème abordé ici, merci de compléter l'article en donnant les références utiles à sa vérifiabilité et en les liant à la section « Notes et références ».
T-Pistonz+KMC est un groupe de J-pop mixte japonais, formé pour interpréter les génériques de la série de jeux vidéo Inazuma Eleven et de sa série anime dérivée. Il est d'abord composé des quatre membres du groupe punk-rock T-Pistonz, sortant ses deux premiers singles en 2008 sous ce nom, avant d'être rejoints en 2009 par le rappeur KMC et quatre danseurs (deux hommes et deux femmes), modifiant son nom en conséquence. Deux des musiciens quittent le groupe l'année suivante. En 2011, il continue à interpréter les génériques de la nouvelle série dérivée Inazuma Eleven GO, puis ceux de la série Inazuma Eleven GO 2 : Chrono Stone qui lui succède en 2012. Le dernier musicien et les deux danseuses ont également quitté le groupe entre-temps en 2011.
En vue de la sortie de Inazuma Eleven Victory Road, prévue pour 2024, le groupe se reforme afin d'interpréter les thèmes principaux du jeu.

## Membres
- Ton Nino (Chanteur)
- KMC (Rappeur)
- In-Chiquita (Danseur chorégraphe)
- Hiroshi Dot (Danseur)

Ex-membres
- Brother Hide King (guitariste) - quitte en 2010.
- Don Ringo (batterie) - quitte en 2010.
- Brother A King (Guitariste) - quitte en 2011.
- Ebirina (Danseuse) - quitte en 2011.
- Shu Mai Mai (Danseuse) - quitte en 2011.

## Discographie

### Singles
T-Pistonz
- Ri-yo ~Seishun No Inazuma Eleven~ (2008)
- Tachiagari-yo (2008)

T-Pistonz+KMC
- Maji De Kansha! (2009)
- Tsunagari-yo (2009)
- Katte Nakouze! (2010)
- Ultra Katte Nakouze! / Vamos!Nippon (2010)
- GOOD Kita-! / Genki Ni Nari-yo! (2010)
- Bokura No Goal! / Matane...No Kisetsu (2011)
- Ten Made Todoke! / Minna Atsumari-yo! (2011)
- Naseba Narunosa Nanairo Tamago (2011)
- Ohayo! Shining Day / Uchiku Dark! (2012)
- Jonetsu De Mune Atsu! (2012)
- Kandou Kyouyu! (2012)
- Kokoro Korogase! (2012)
- Shoshin wo Keep On! (2012)
- Raimei! Blue Train! / Neppu! Firebird 2 Gô (2013)
- Gachi de Kattouze! (2013)
- Chikyû wo Mawase! (2013)[2]
- Supernova! / BIGBANG! (2014)
- Ouja no Tamashii (2014)
- Egao ga Goal! (2024)

### Album
- Ganbari-yo! (がんばリーヨ!) (2010)
- Gorilla Beat wa Lucky7 (ゴリラビートはラッキィ7) (2011)
- Hakkaku!? ThiriThiri7 (発覚!?ティリティリ7) (2012)
- Odoranka Land no Merry-Go-Round (オドランカランドのメリーゴーランド) (2013)

### Compilations
- T-Pistonz+KMC Story-yo! -Hajimete no Best- (2012)
- TPK Best Goooo! (TPK ベスト ゴォーーーッ!) (2014)

### DVD
- T-Pistonz+KMC LIVE TPKing Vol.1 (2012)